# Batoidea

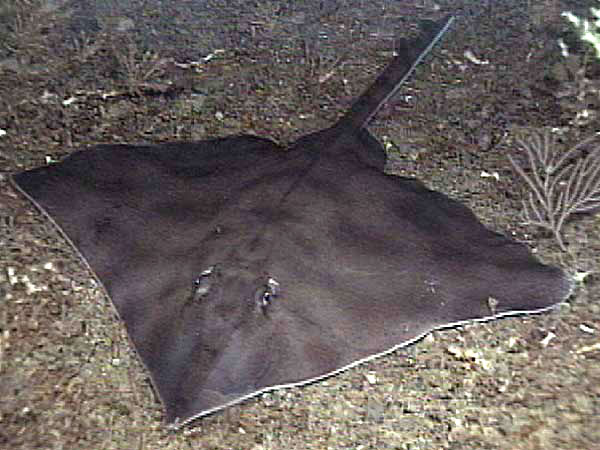
Batoidea

Batoidea (Rajomorphii) este un supraordin de pești cartilaginoși (pisica-de-mare). Supraordinul cuprinde peste 500 de specii. Speciile din acest supraordin sunt foarte răspândite pe glob. 

## Mod de răspândire
Unele specii trăiesc la adâncimi mari în largul mărilor tropicale, ca de exemplu Rajidae și Torpedinidae care pot produce prin contracția mușchilor curent electric. Specii mai puține, de exemplu Dasyatidae, trăiesc la gura de vărsare a râurilor în apele salmastre sau urcă pe cursul râurilor. Speciile din familia Potamotrygonidae trăiesc exclusiv în apele dulci din America de Sud. În Marea Nordului trăiesc mai ales specii din grupa Rajidae, și unele specii din grupa Dasyatidae.

## Caracteristici morfologice și mod de viață
Aceste specii au corpul aplatizat, turtit dorso-ventral. Înotătoarea pectorală puternică este unită cu capul, care are pe partea ventrală gura și 5 orificii branhiale. Partea superioară a corpului, acoperită cu solzi lungi, este de culoare mai închisă, iar pe partea dorsală a capului se află ambii ochi. Coada de obicei lungă are formă de flagel (bici). Cele mai multe specii se hrănesc cu moluște, crustacee și echinoderme. Se deplasează ca rechinii, prin mișcări de unduire a corpului și lovituri cu coada. Aproape toate speciile din această grupă sunt ovovivipare, cu excepția celor din grupa Dasyatidae, care se înmulțesc prin depunerea de ouă.

## Sistematică
După Nelson, McEachran & Aschliman se pot clasifica în:
| Torpediniformes Narcinidae Torpedinidae Pristiformes Pristidae Rajiformes Rhinidae Rhynchobatidae Rajidae | Myliobatiformes Platyrhinidae Zanobatidae Hexatrygonoidea Hexatrygonidae Plesiobatidae Urolophidae Urotrygonidae Dasyatidae Potamotrygonidae Gymnuridae Myliobatidae |